# San José de Mendoza
San José de Mendoza es una localidad del estado mexicano de Guanajuato. Es parte del municipio de Salamanca.

## Toponimia
El nombre «San José» hace referencia al santo patrono de la localidad: José de Nazaret.

## Demografía
| Gráfica de evolución demográfica |
|                                  |

| Censo | Población |
| ----- | --------- |
| 1900  | 606       |
| 1910  | 795       |
| 1921  | 648       |
| 1930  | 821       |
| 1940  | 601       |
| 1950  | 1 055     |
| 1960  | 1 227     |
| 1970  | 1 663     |
| 1980  | 2 197     |
| 1990  | 2 515     |
| 2000  | 2 147     |
| 2010  | 2 445     |
| 2020  | 2 500     |